# Vetenskapsåret 1904

## Händelser

### Astronomi
- Okänt datum -  Edward Walter Maunder ritar det första "fjärilsdiagrammet" över solfläckarna.
- Okänt datum -  Lick Observatory upptäcker en måne (Himalia) till Jupiter.

### Fysik
- Okänt datum -  John Ambrose Fleming uppfinner radioröret.

### Medicin
- Okänt datum -  Adrenalin produceras för första gången artificiellt av Friedrich Stolz.

### Geografi
- 10 januari - Den Första svenska Antarktisexpeditionen under Otto Nordenskjöld återvänder till Stockholm.

## Pristagare
- Copleymedaljen: William Crookes
- Darwinmedaljen: William Bateson
- Lyellmedaljen: Alfred Nathorst
- Nobelpriset: [1]
  -     - Fysik: John William Strutt
    - Kemi: William Ramsay
    - Fysiologi/medicin: Ivan Pavlov
- Polhemspriset: Carl Lundgren och Sigurd Nauckhoff
- Sylvestermedaljen: Georg Cantor
- Wollastonmedaljen: Albert Heim [2]

## Födda
- 26 januari - Ancel Keys, dietist
- 20 mars - B.F. Skinner, psykolog
- 22 april - Robert Oppenheimer, fysiker
- 5 juli - Ernst Mayr, evolutionsbiolog
- 28 augusti - Secondo Campini
- 11 november - J.H.C. Whitehead, brittisk matematiker

## Avlidna
- 10 maj - Henry Morton Stanley, upptäcktsresande
- 13 februari - Octave Callandreau, fransk astronom.

### Fotnoter
1. ↑  ”Nobelpriset”. http://nobelprize.org/nobel_prizes/lists/all/index.html. Läst 10 april 2011.
2. ↑  ”Geological Society”. Arkiverad från originalet den 5 juni 2011. https://web.archive.org/web/20110605102217/http://www.geolsoc.org.uk/gsl/society/history/page750.html. Läst 13 april 2011.